# Erich Raffl
Erich Raffl – były austriacki saneczkarz startujący w jedynkach i dwójkach, medalista mistrzostw świata i Europy.
Do 1956 startował w parze ze Stefanem Schöpfem. W 1953 zdobyli brąz mistrzostw Europy, a w 1956 srebro. W 1956 Raffl zdobył również brąz w jedynkach. W 1957 wywalczył brąz mistrzostw świata zarówno w jedynkach jak i w dwójkach (w parze z Ewaldem Walchem).